# Arboretum de La Roche-Guyon

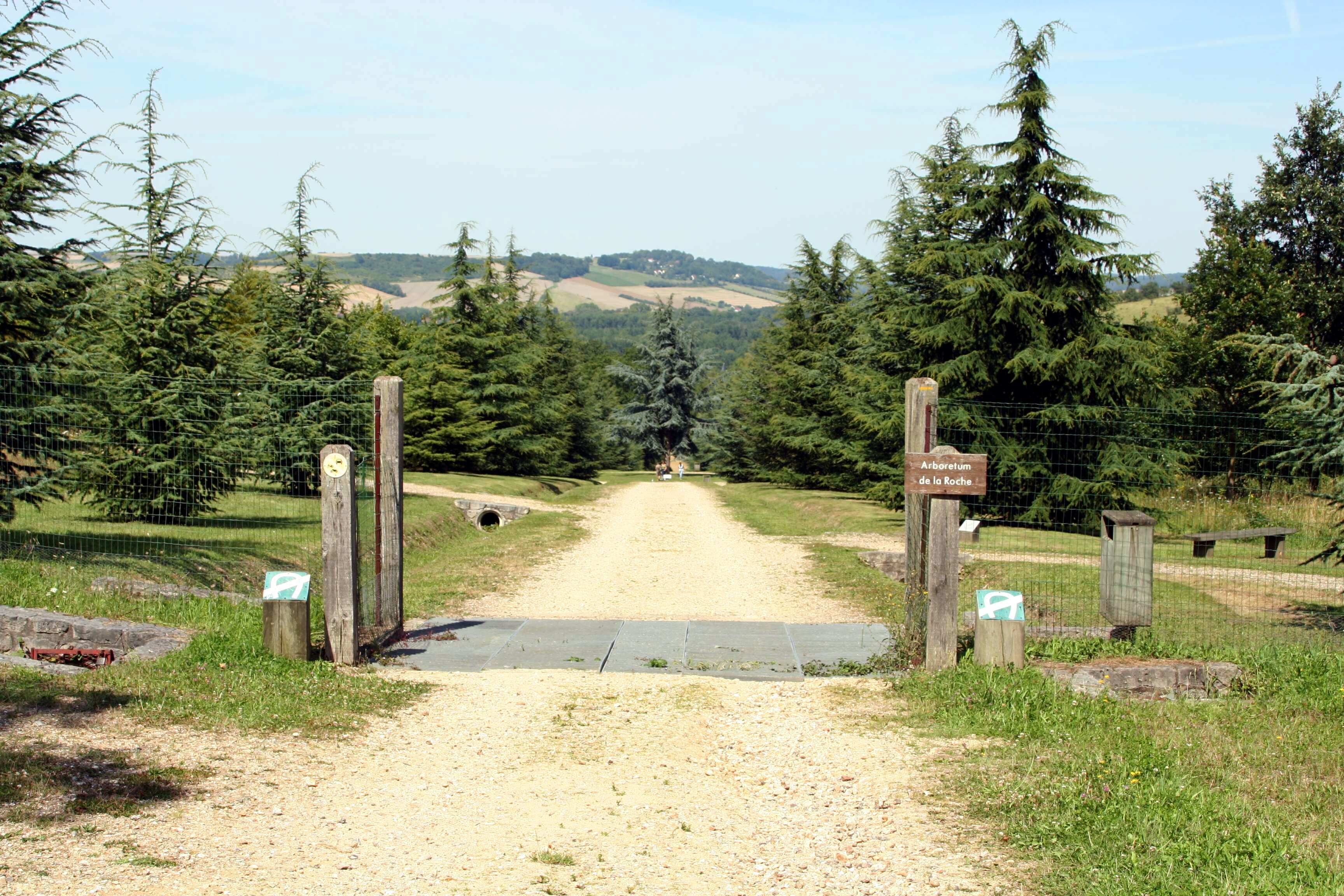
Entrée de l'arboretum de la Roche.

L’arboretum de La Roche-Guyon, ou arboretum de la Roche, est un arboretum public de 13 ha, géré par l'Agence des Espaces Verts d'Île-de-France (A.E.V.). Situé au cœur d'un massif forestier de 350 ha, forêt régionale de La Roche-Guyon (département du Val-d'Oise, France), l'arboretum est un lieu de promenades aux paysages multiples évoluant au rythme des saisons.
L’arboretum était, jusqu'en 2014, libre d'accès toute l'année pour les promeneurs agissant à titre privé. Cependant, toute manifestation (scolaire, culturelle, sportive, etc.) était soumise à l’autorisation préalable de l’A.E.V. La demande devait être adressée au minimum un mois à l’avance et faisait l’objet d’une convention.

## Organisation

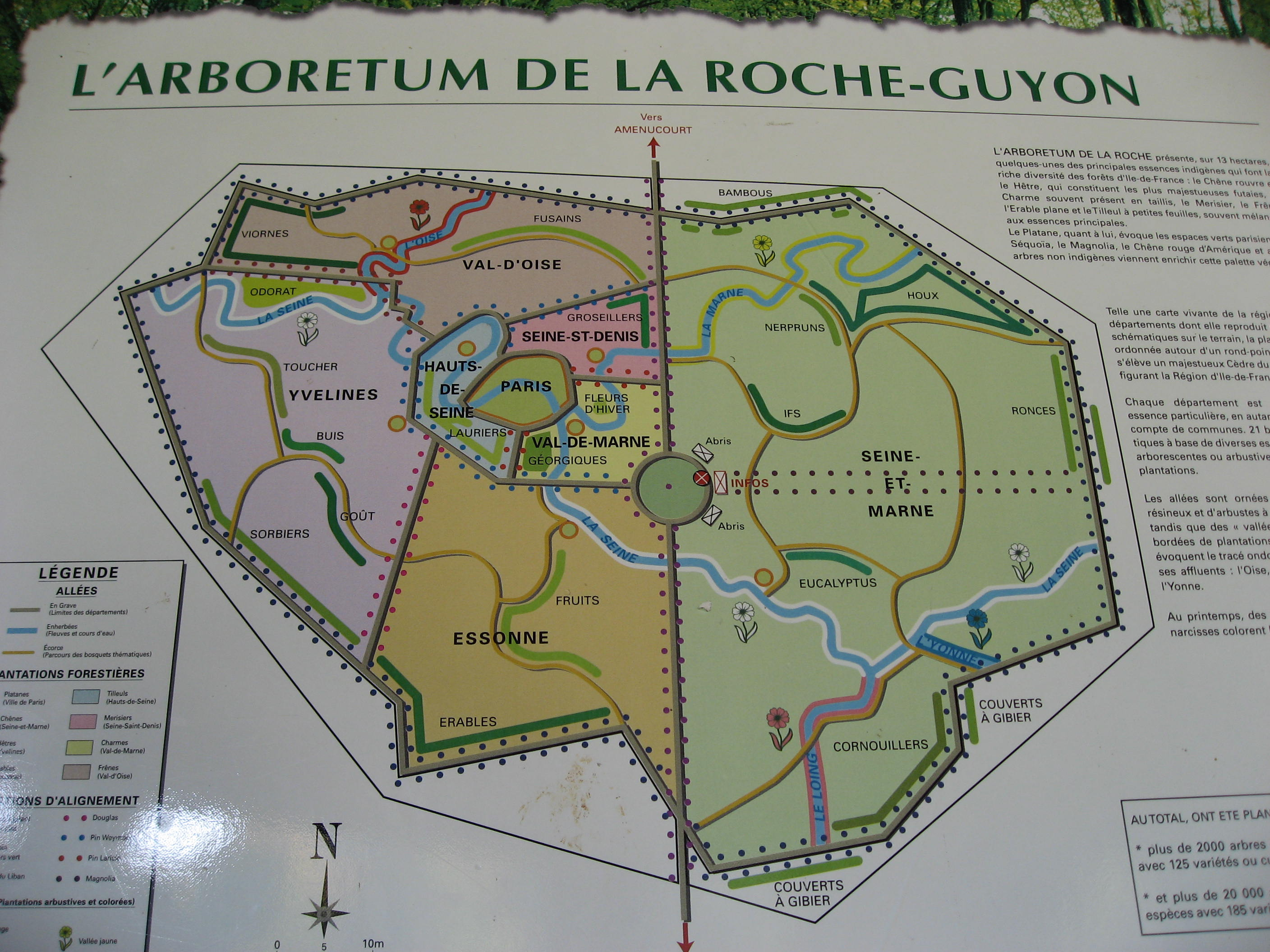
Plan de l'arboretum de la Roche.

La plantation, qui couvre 12 hectares, est une représentation géographique originale de la région Île-de-France. Chaque  département est représenté par un massif d'arbres caractéristiques : 
- des charmes pour le Val-de-Marne ;
- des chênes rouvres, cornouillers, eucalyptus, ronces, houx, nerpruns et Ifs pour la Seine-et-Marne ;
- des érables pour l’Essonne ;
- des frênes, viornes et fusains pour le Val-d'Oise ;
- des hêtres et Sorbiers pour les Yvelines ;
- des merisiers et groseilliers pour la Seine-Saint-Denis ;
- des platanes, au centre, pour Paris ;
- et des tilleuls et lauriers pour les Hauts-de-Seine ;

Les cours d'eau sont figurés par des bandes de pelouse.

## Espèces

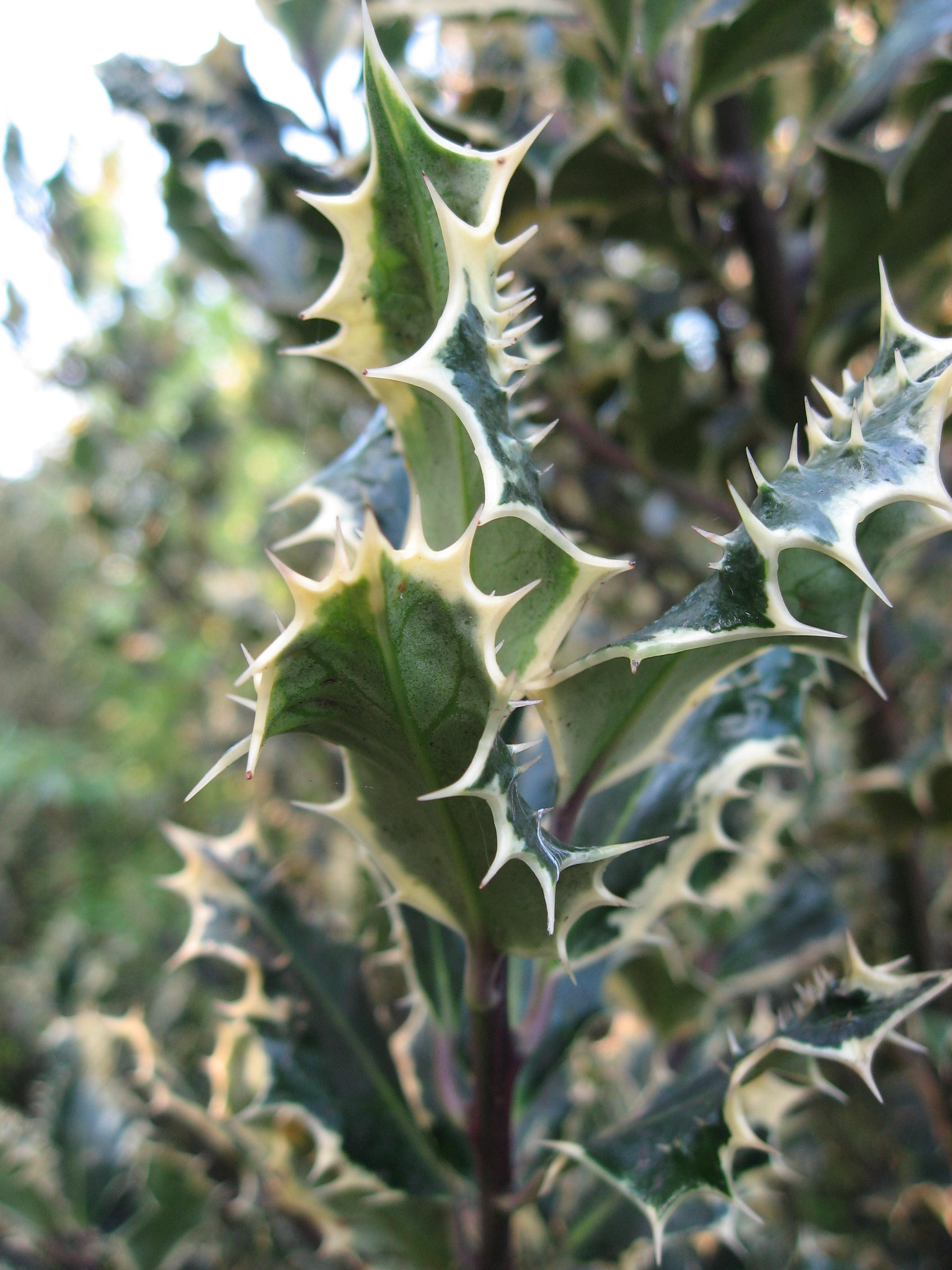
Ilex aquifolium 'Ferox'.
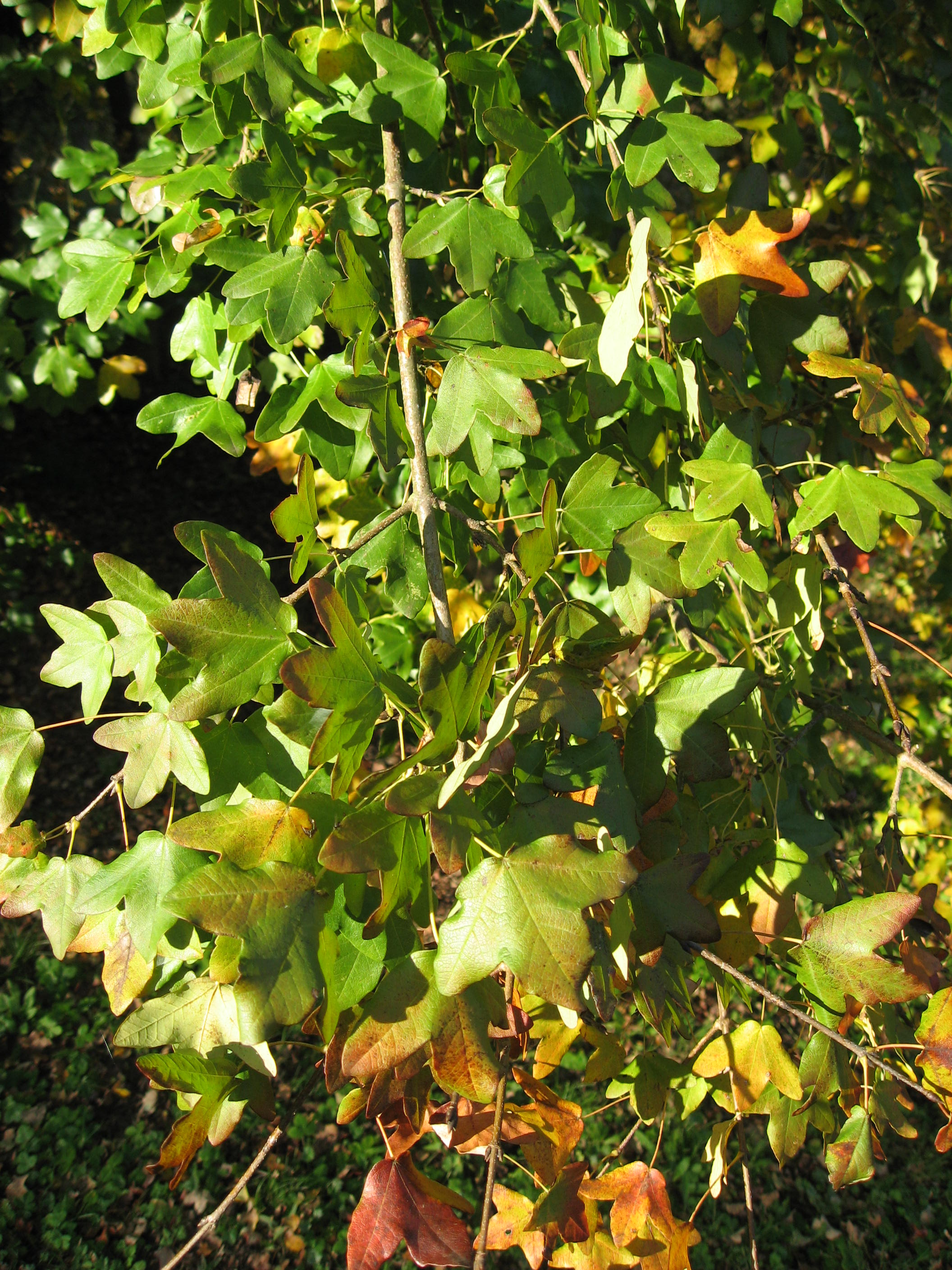
Acer monspessulanum.
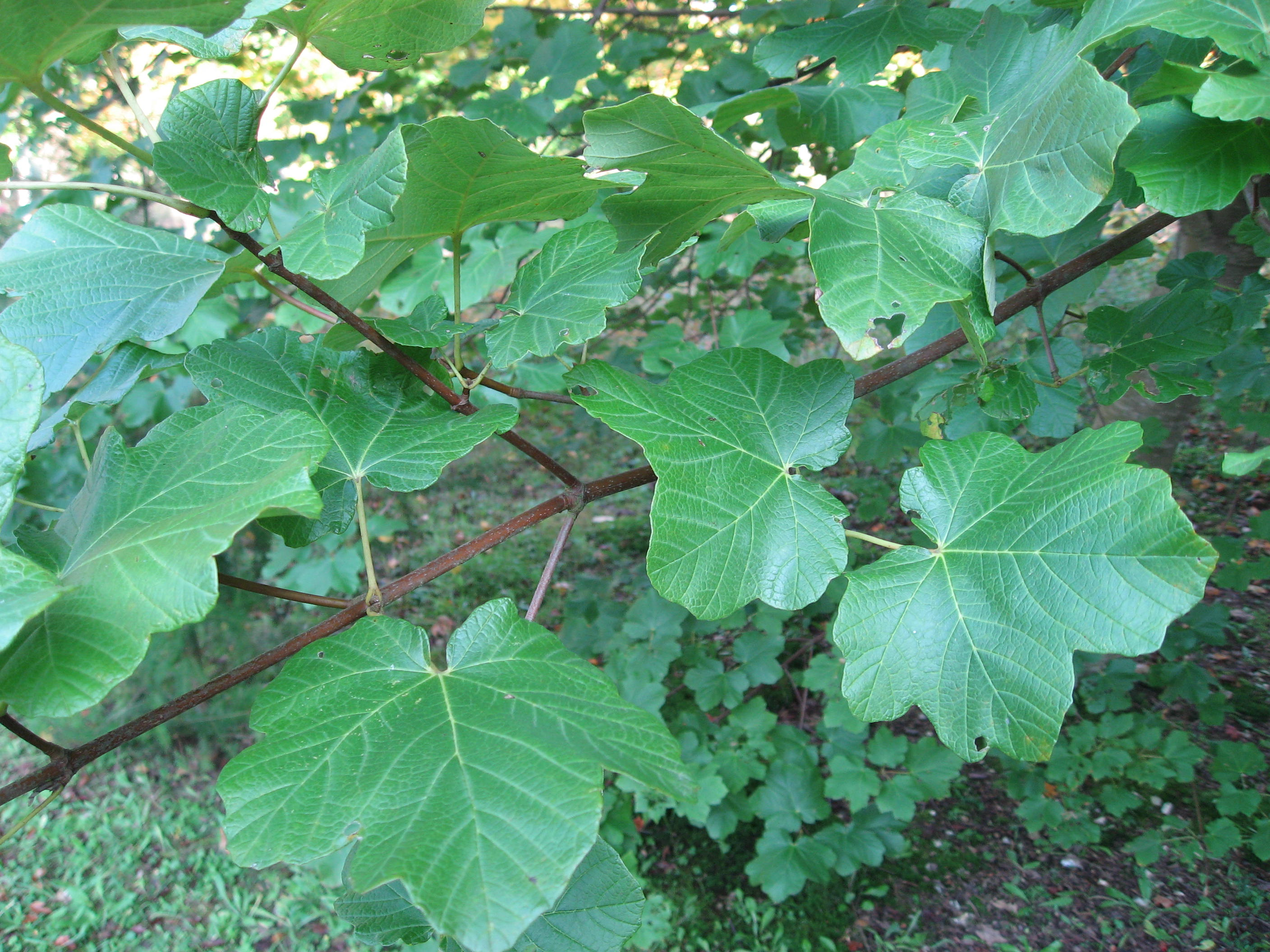
Acer opalus.
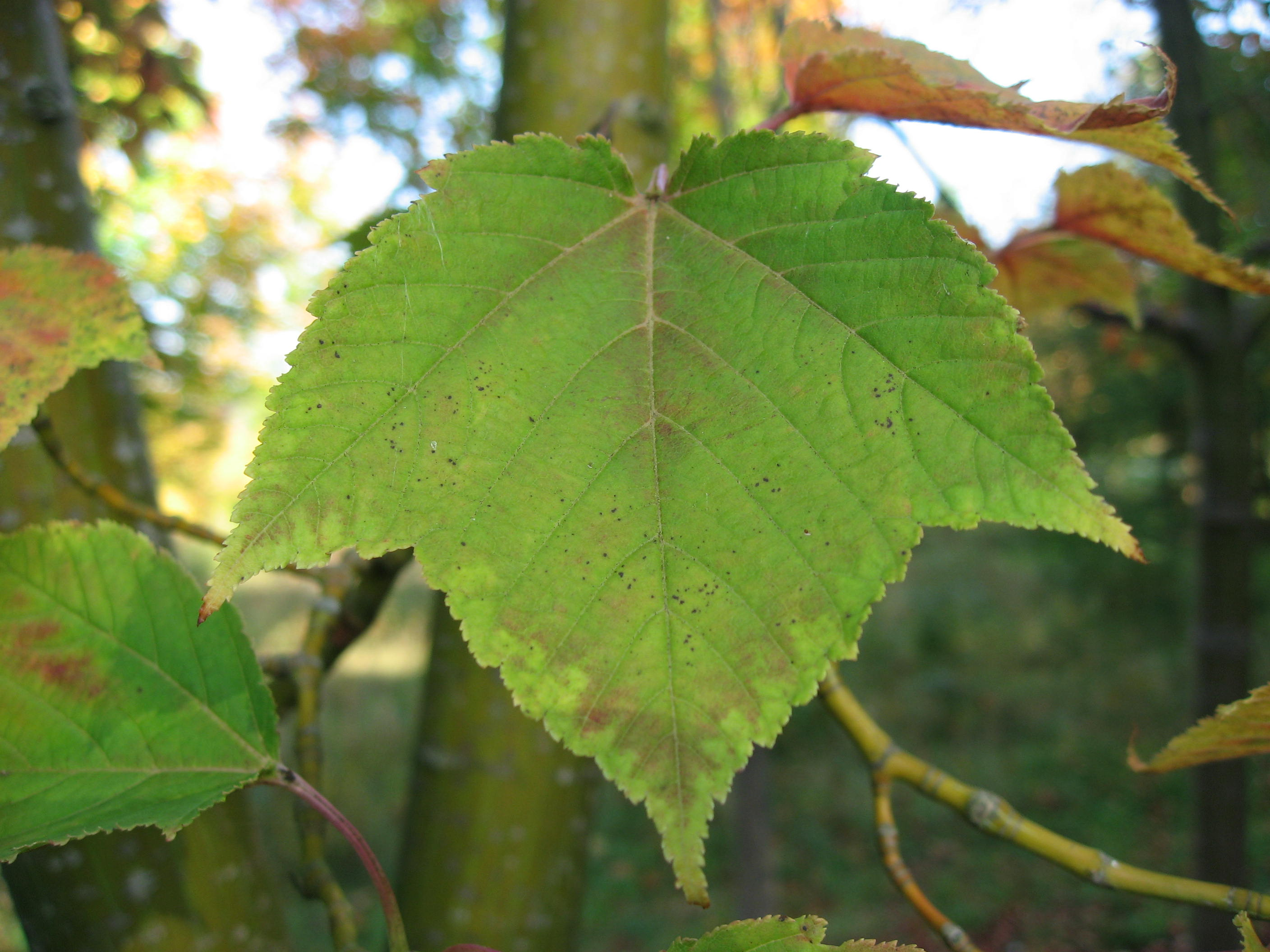
Acer rufinerve.
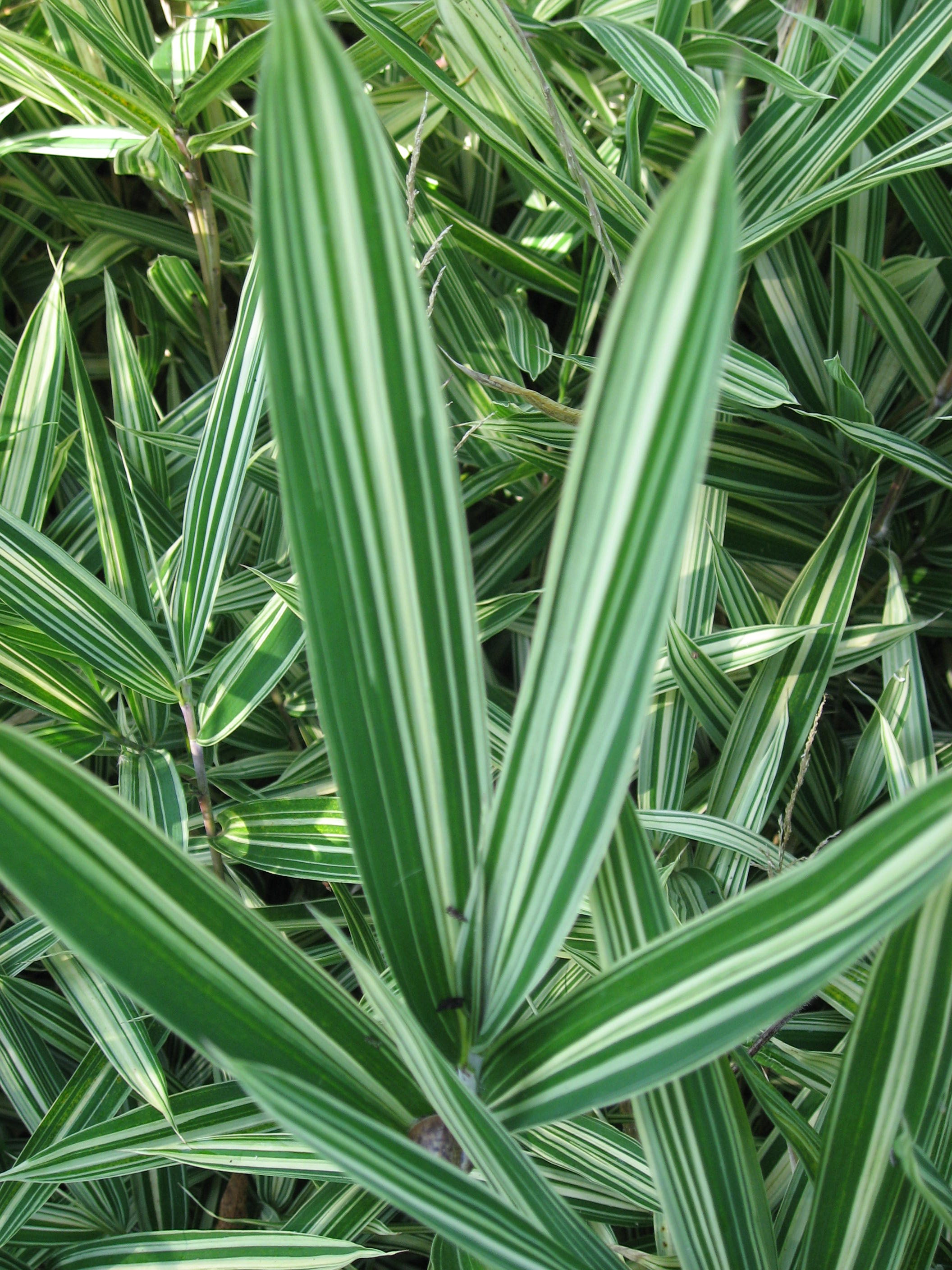
Arundinaria fortunei.